# José Braulio Amat

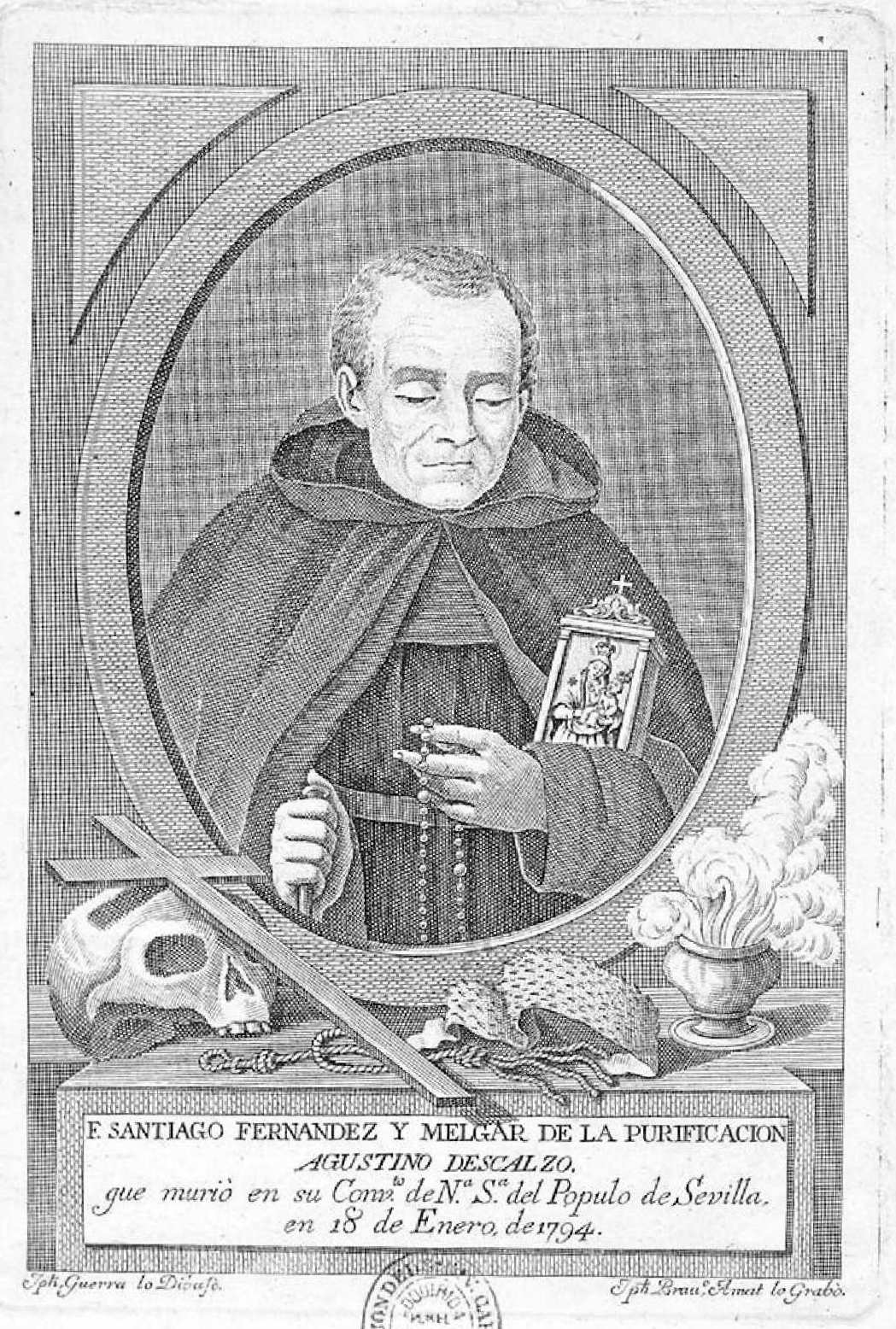
Fray Santiago Fernández y Melgar, grabado de José Braulio Amat por dibujo de José Guerra. Inscripción: «F. SANTIAGO FERNÁNDEZ Y MELGAR DE LA PURIFICACION / AGUSTINO DESCALZO. / que murió en su conv.to de N.ª S.ª del Populo de Sevilla, en 18 de Enero, de 1794». Biblioteca Nacional de España.

José Braulio Amat y Garay, grabador en lámina y en hueco, nacido en Sevilla en 1747.
Hijo de un maestro platero, Blas Amat, y de Ana Garay, nació en Sevilla el 26 de marzo de 1747. Como su hermano mayor, Fernando, se inició en el taller de platería paterno. A los dieciséis años su padre lo envió a Madrid para que se perfeccionase en el dibujo y en el manejo del buril en la Real Academia de Bellas Artes de San Fernando. En 1766 fue galardonado por la Academia con el primer premio en la clase de grabado de medallas. Las bases del concurso establecían que los aspirantes a recibir el premio, consistente en una medalla de oro de una onza, debían presentar un troquel de acero o bronce de forma oval con san Lorenzo semidesnudo colocándose en la parrilla, de lo que debían dar también modelo en cera y seis pruebas de lacre, azufre o yeso. Para la prueba de repente el asunto propuesto a los aspirantes fue el de Apolo disparando sus flechas contra la serpiente Pitón.
En 1768 regresó a Sevilla, empleado como ayudante primero de entallador en la Real Casa de la Moneda. De 1786 a 1788 ocupó interinamente la dirección de la institución por enfermedad de su titular, Antonio de Saa. Aspiró sin éxito a ocupar el puesto de grabador principal de la casa de la moneda sevillana en 1790 y 1792. Se trasladó a Madrid en 1798 y en 1800, a la muerte de Francisco Pardo, fue nombrado segundo ayudante de la casa de la moneda.
De Amat se conocen dos medallas: la labrada en 1789 con motivo de la proclamación como rey de Carlos IV en Antequera, y la que en 1796 grabó junto con Francisco Pardo por encargo de la Escuela de Nobles Artes de Sevilla para conmemorar la visita de los reyes a la ciudad con el príncipe de Asturias, en cumplimiento del voto hecho por la reina María Luisa de Parma de visitar la tumba de Fernando III el Santo para agradecerle la salud del heredero. Es la escena representada en el reverso de la medalla, de la que hay ejemplar en el Museo del Prado, con el príncipe en el centro y de espaladas, y los reyes a sus lados tomándole las manos, los tres arrodillados ante el monumento funerario del santo rey.
Paralelamente cultivó el grabado en lámina a buril y aguafuerte, principalmente de asuntos devotos y reproduciendo imágenes de bulto veneradas en iglesias andaluzas, como la de San Nicolás según se venera en su propia iglesia sevillana, en orla de rocallas barrocas. el verdadero retrato del estandarte de la Virgen del Carmen de la Congregación del Rosario que tenía su sede en el colegio de San Albeto, o la de Nuestra Señora de las Nieves de la villa de Benacazón, dedicada por sus vecinos por haberles librado de la epidemia de 1800.
Se le conocen algunos retratos, entre ellos el del papa Clemente XIV y el de fray Santiago Fernández y Melgar, del que hay estampa en la Biblioteca Nacional de España, resueltos con corrección, y trabajos menores, de heráldica y ornamentación de libros, así como los dibujos geométricos del Compendio de la Geometría elemental, especulativa y práctica de Antonio Gabriel Fernández (Sevilla, 1778). Es suyo también el grabado en talla dulce del plano topográfico de Sevilla, abierto en 1771 por encargo del asistente Pablo de Olavide y por dibujo de Francisco Manuel Coelho, en el que firmaba como premiado por la Real Academia.
Los últimos datos de sus actividad llegan a 1809, aunque se ignora si falleció en esa fecha. Su hijo, José María Amat, fue también grabador.